# Фестон

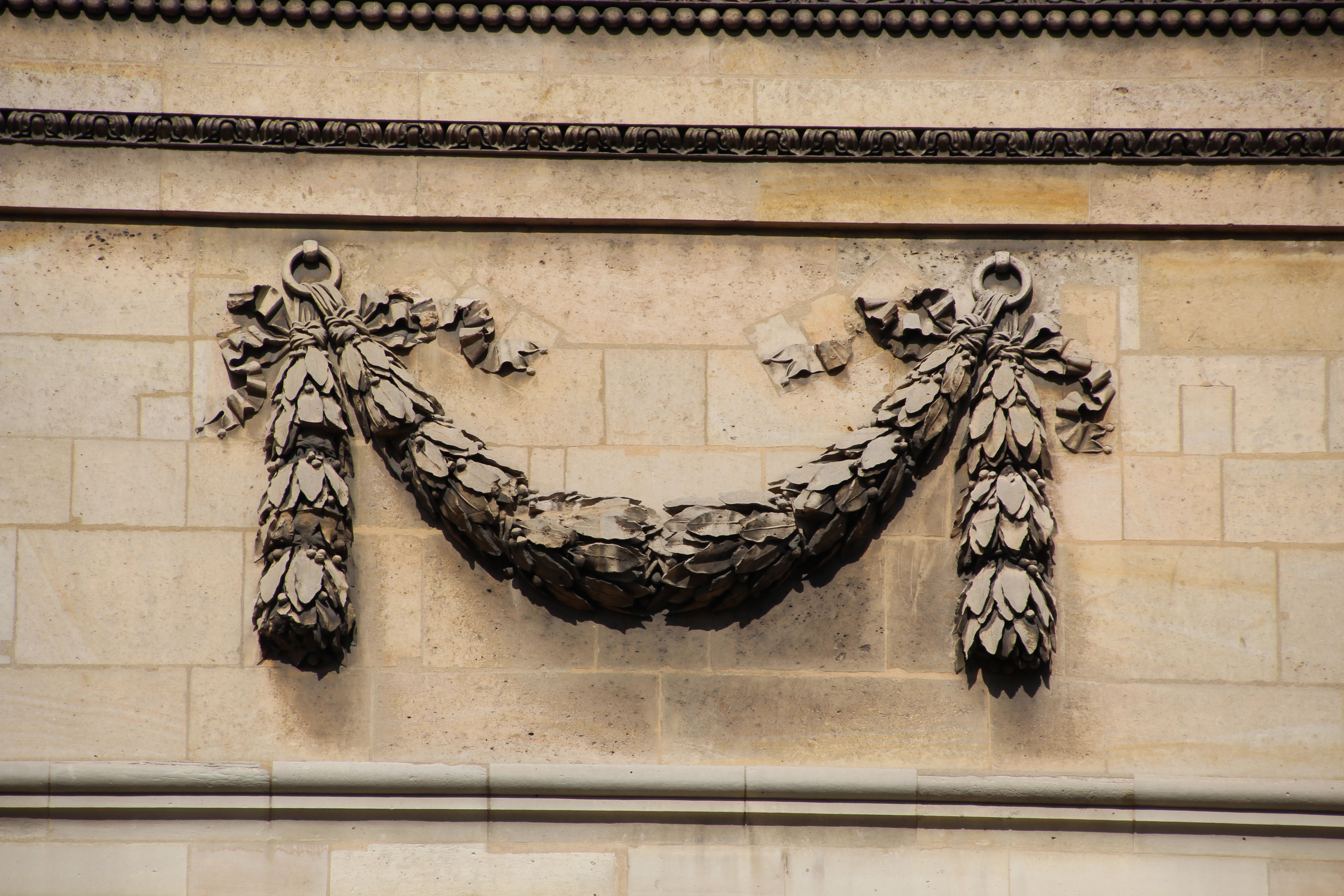
Архітектурний фестон на Пантеоні в Парижі

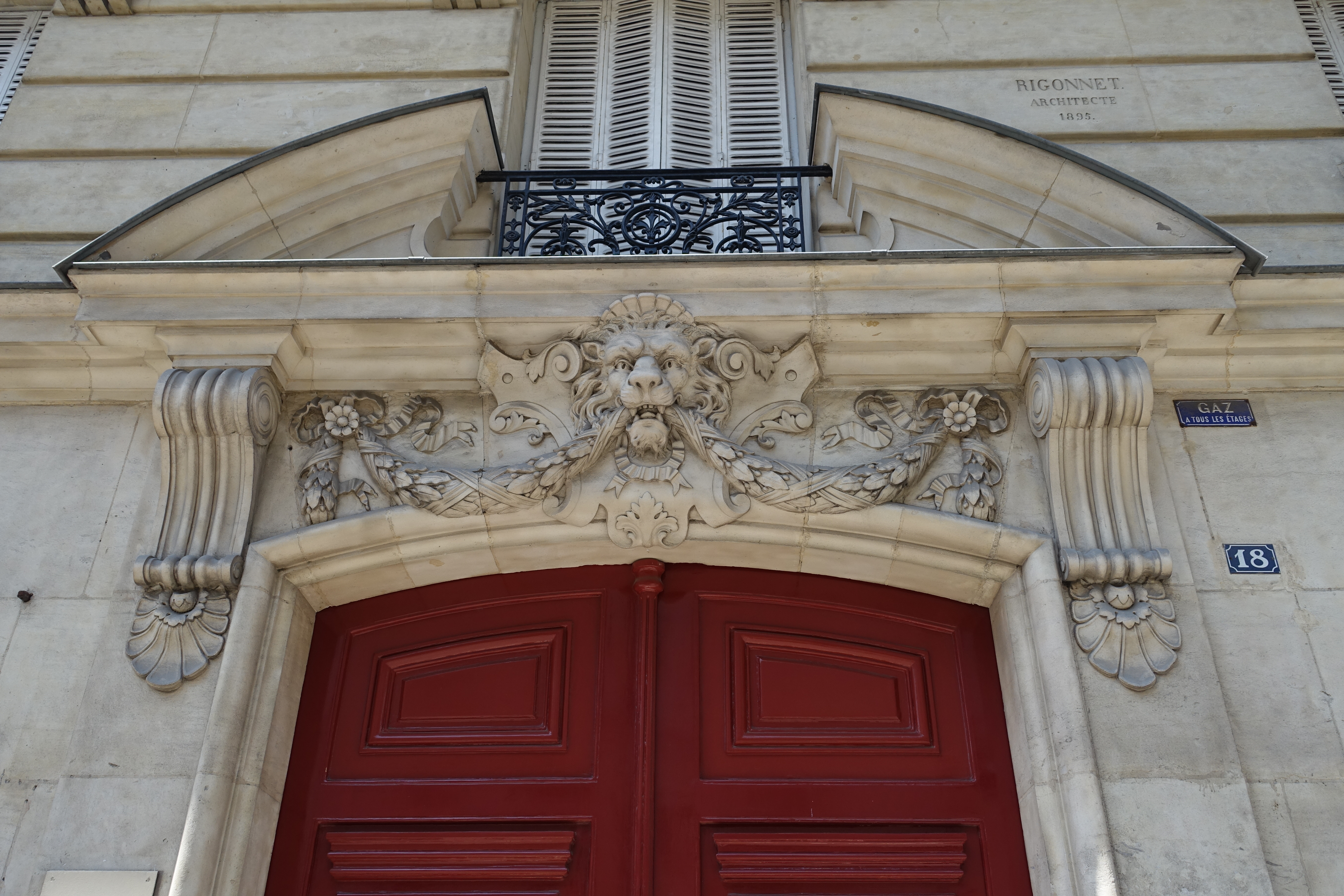
Фестони у пащі лева над дверима. Париж

Фесто́н (фр. feston, італ. festone від лат. festo — «святкова гірлянда», festum — «свято») — декоративний елемент в архітектурі.
Зображується у вигляді гірлянди, перев'язаної стрічками. Іноді поряд із цим можуть зображуватися черепи тварин («букраній») або маски («маскарон»).

## Походження та орнаментування
Походження фестону, ймовірно, пов'язане зі стародавньою традицією вивішувати у святкові дні гірлянди з натуральних квітів над вхідними дверима або навколо вівтаря.
Декор у вигляді фестону використовували давні греки і римляни для оздоблення вівтарів, фризів і панно.
Пізніше орнамент був використаний у неокласичній архітектурі та декоративному мистецтві, особливо в кераміці та виробах із срібла.
Існує кілька варіантів декорування. Наприклад, стрічки або зв'язуються декорованим вузлом, або утримуються у пащі левів, або кріпляться на головах букраніїв, як у храмі Вести в Тіволі.

## Галерея

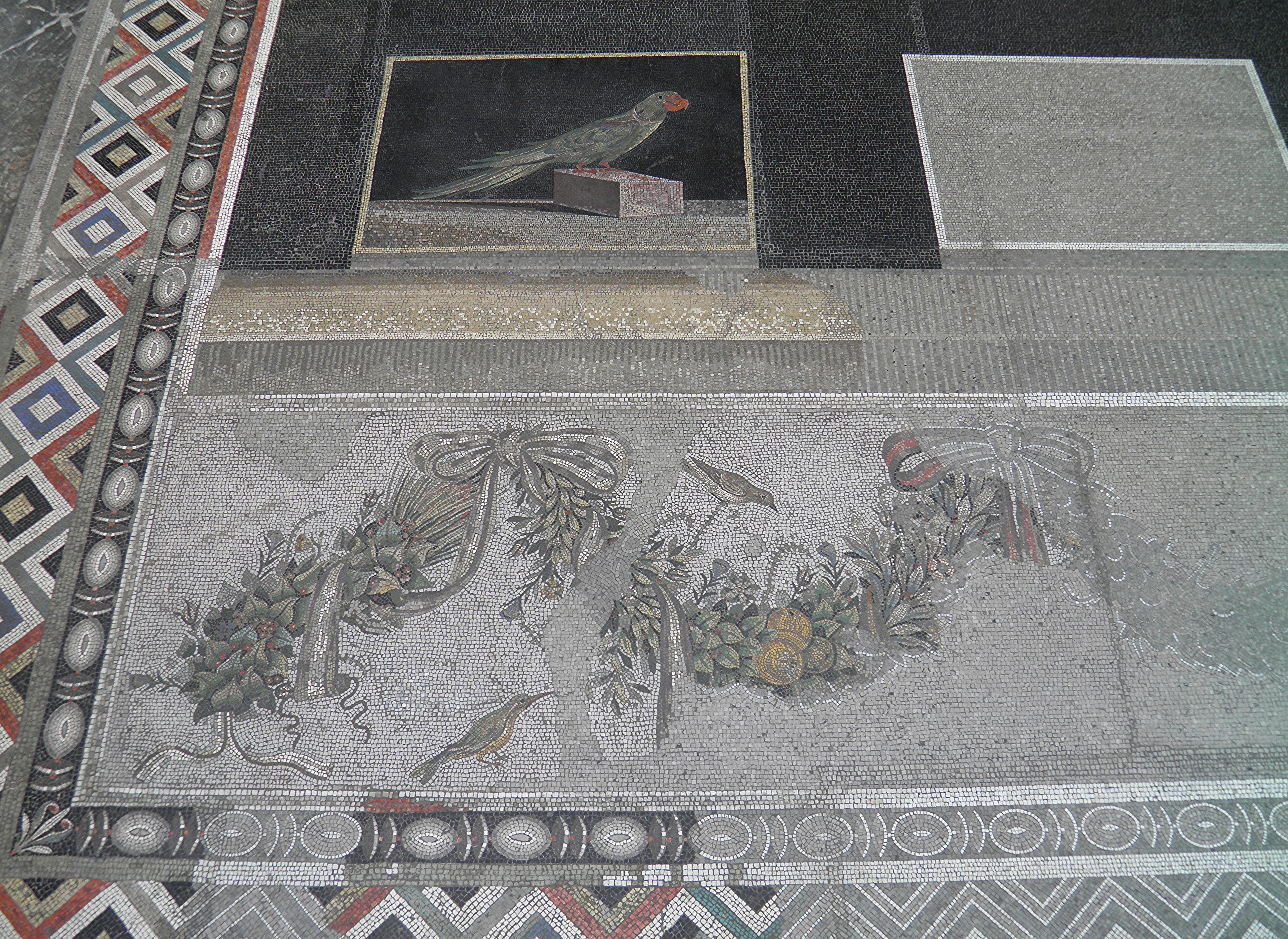
Деталь елліністичної мозаїки ІІ століття до н.е. в Пергамському музеї (Берлін, Німеччина)
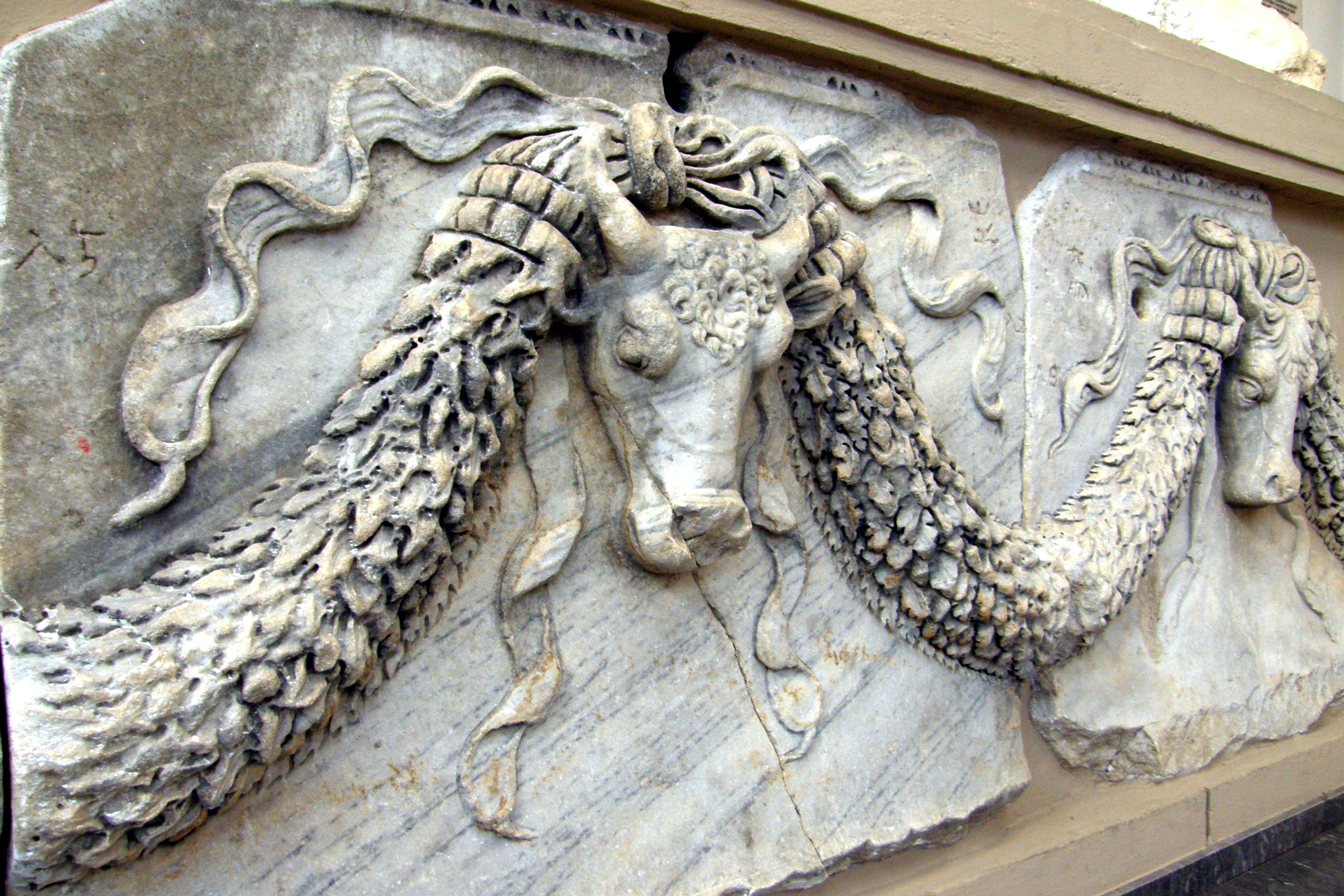
Фриз із фестонами та букранієм в Ефеському археологічному музеї (Туреччина)
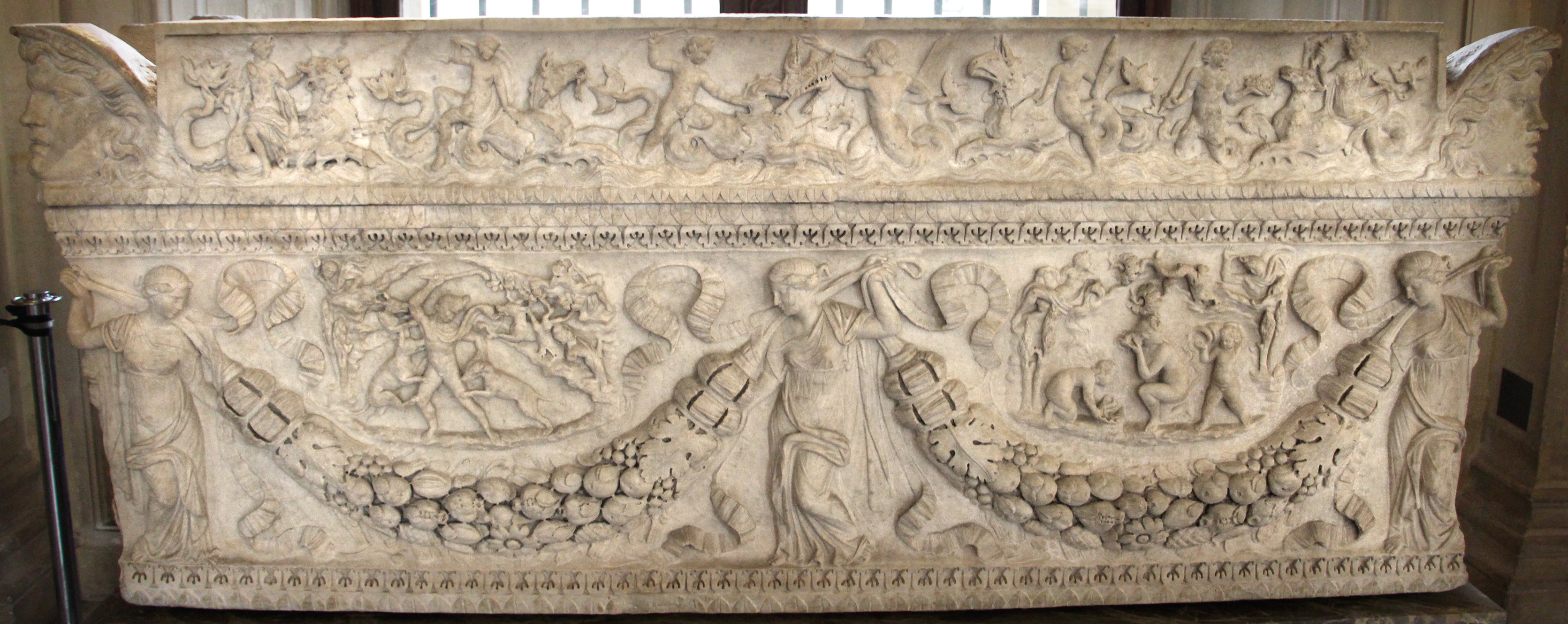
Прикрашений фестонами римський саркофаг , близько 125-130 рр. до н.е., Лувр
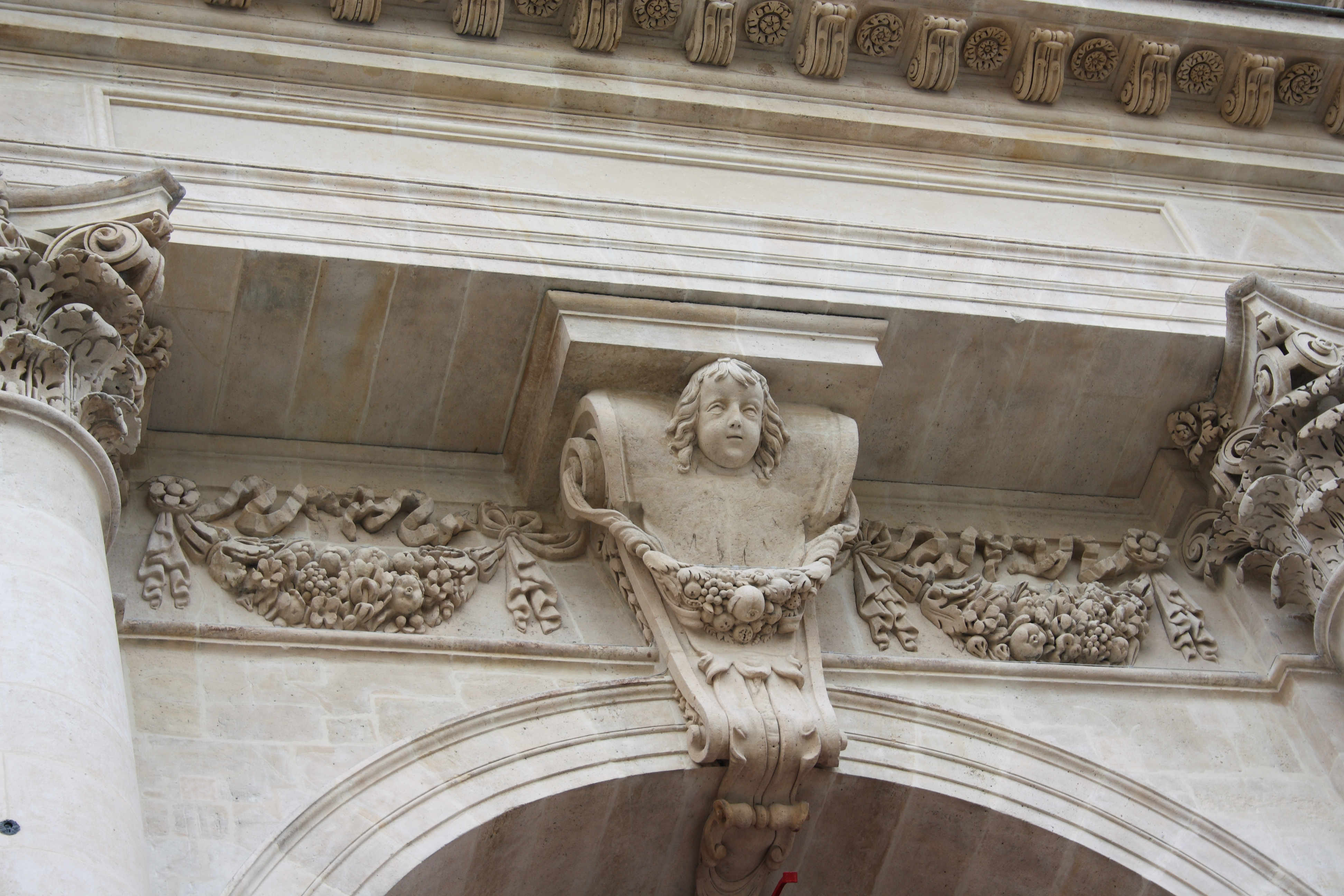
Фестони біля входу в церкві Сент-Пол-Сен-Луї (Париж)
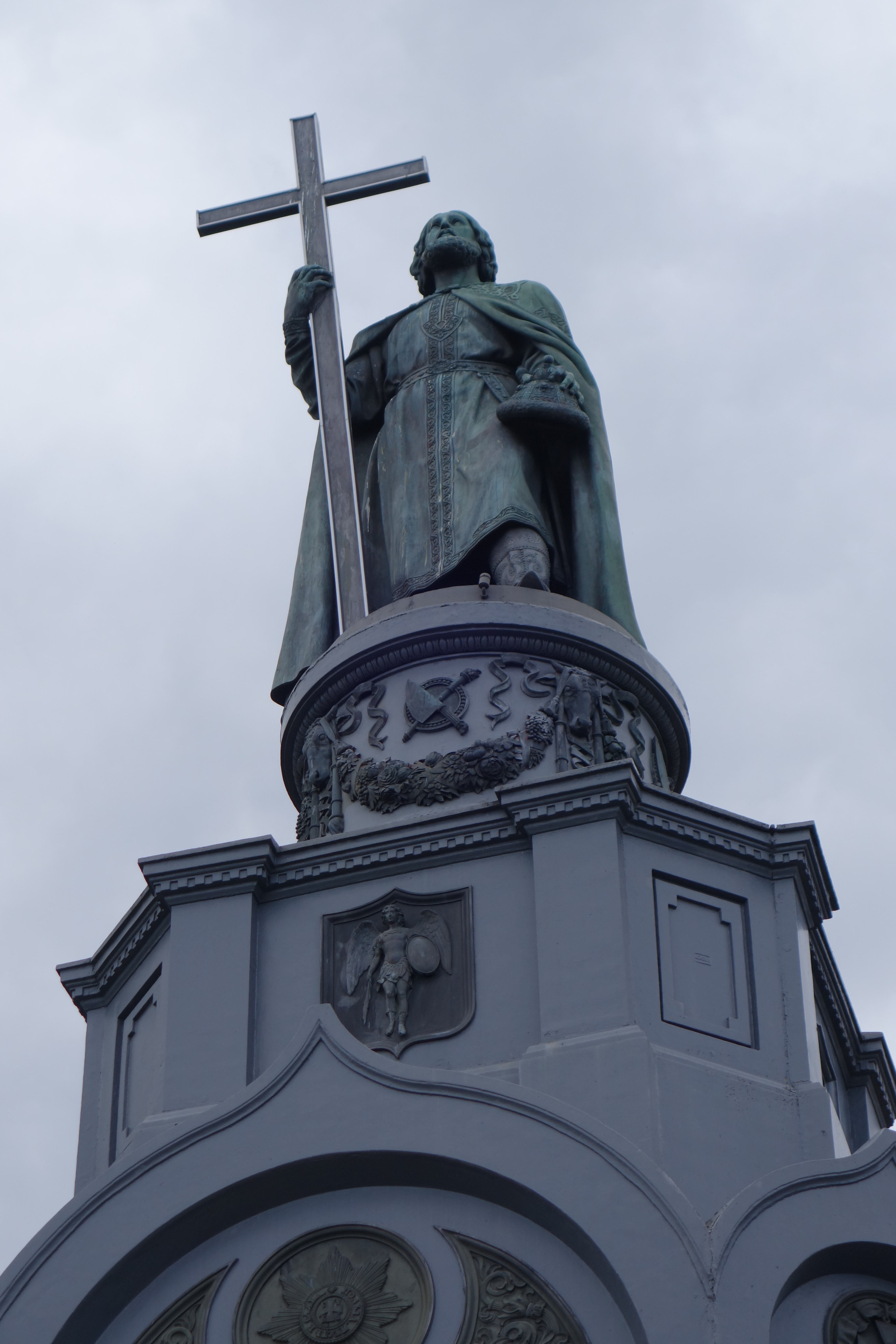
Фестони на постаменті пам'ятника Володимиру Великому, Київ
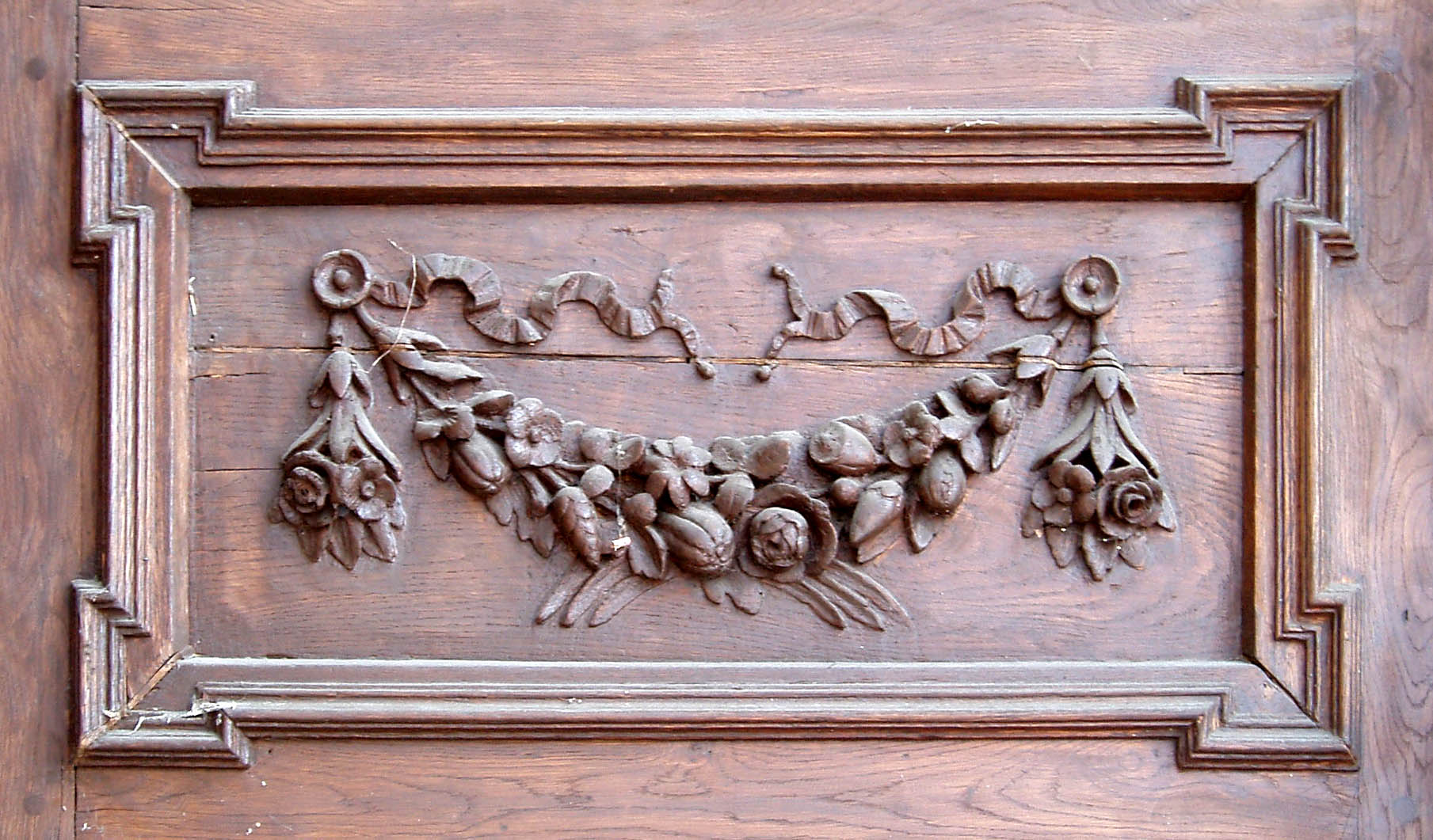
Фестон над дверима у Львові
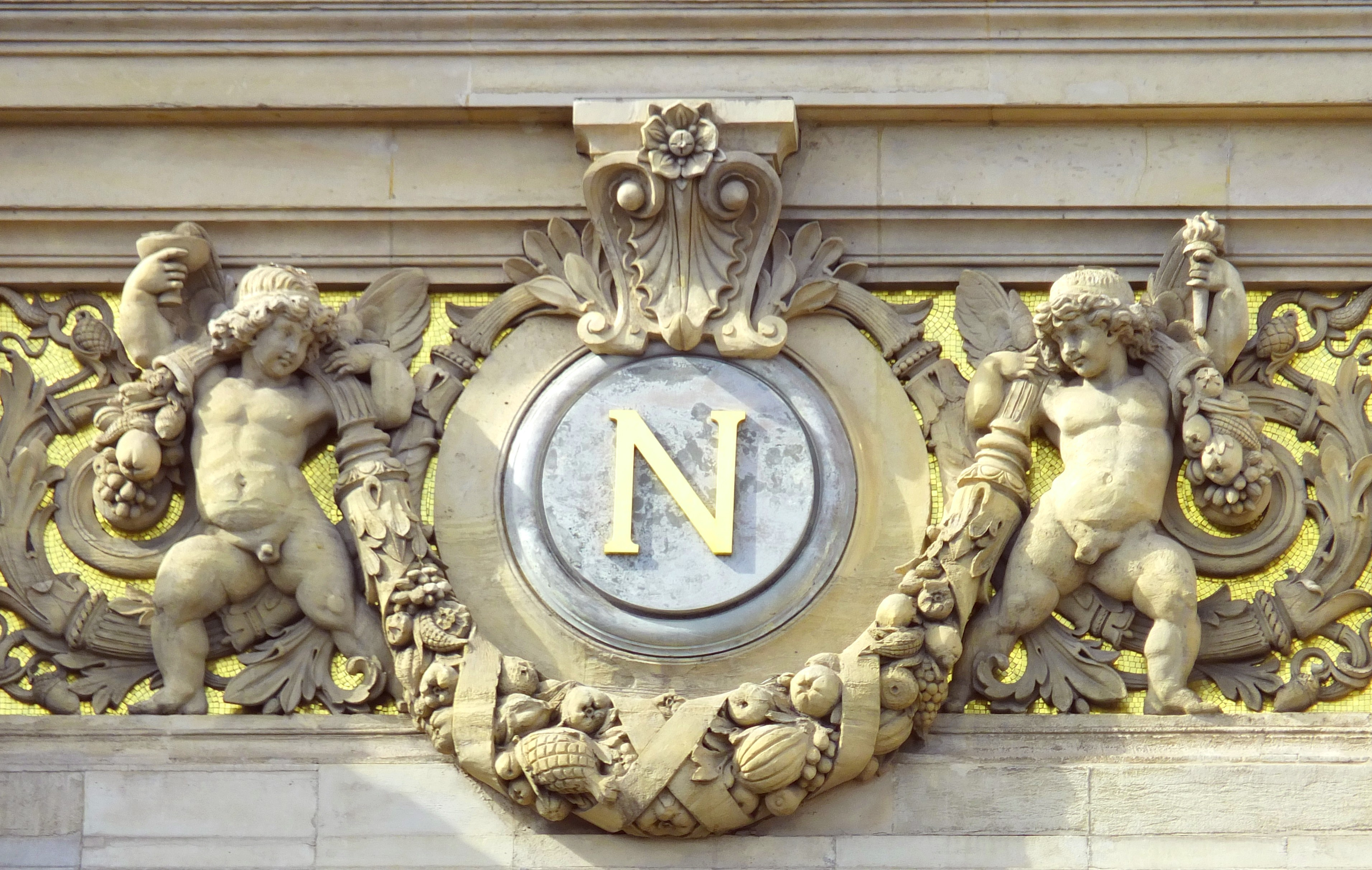
Фестон з овочів і фруктів на будівлі Опери Гарньє (Париж)
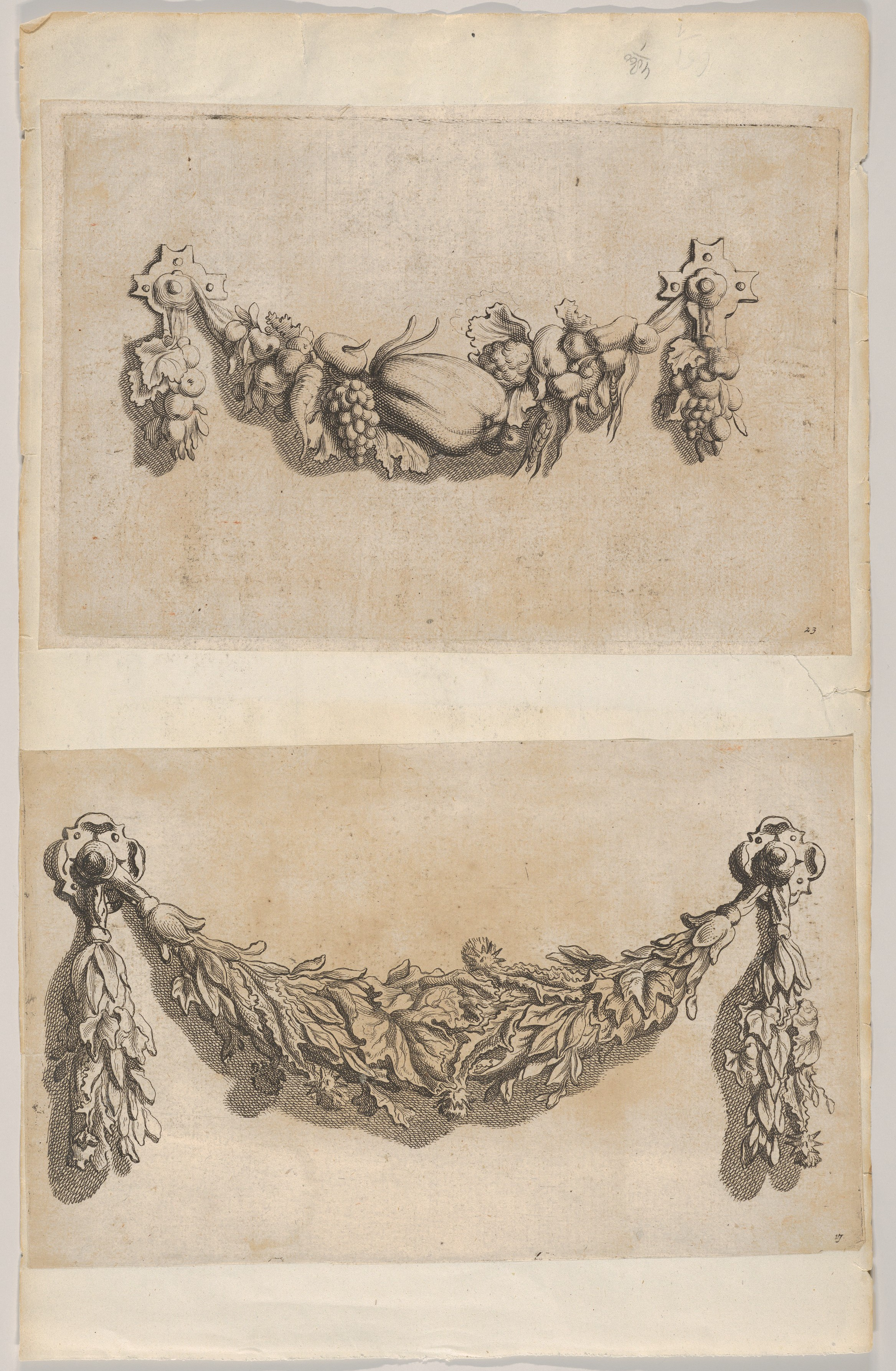
Два офорти фестонів, 1694 рік
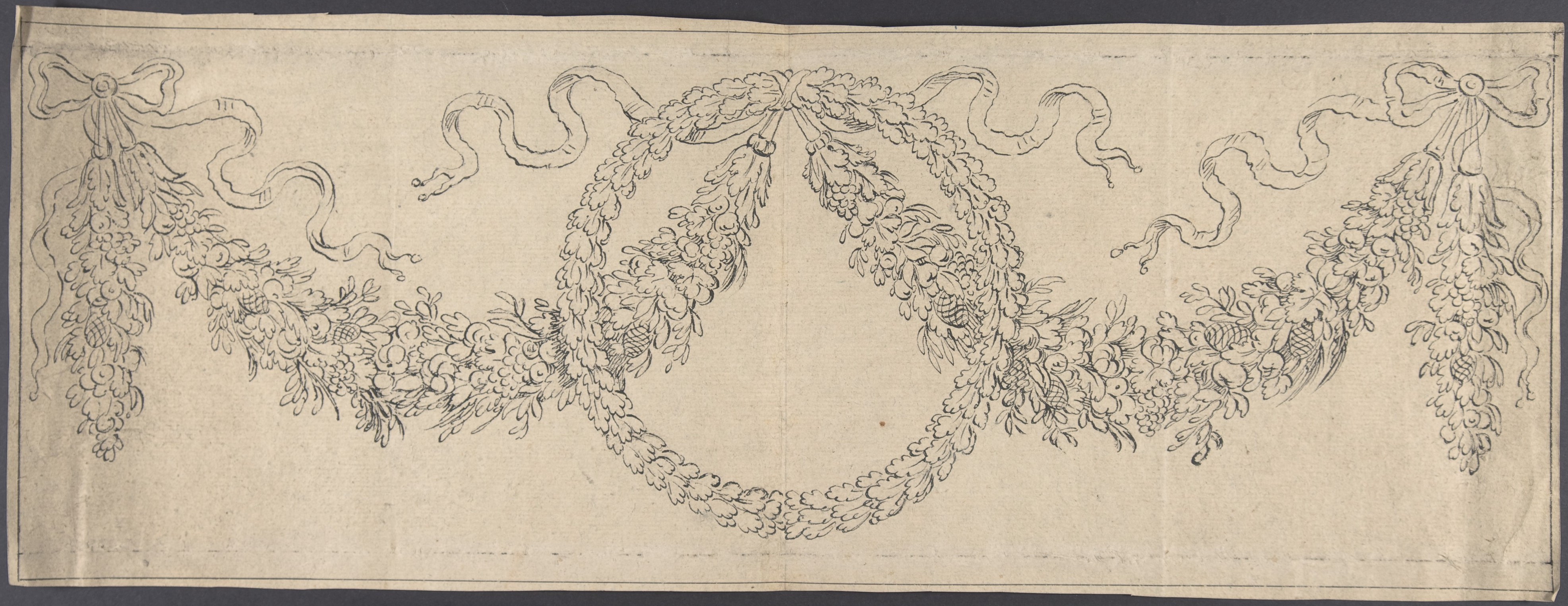
Ескіз для фризу з вінком та фестоном, XVIII століття
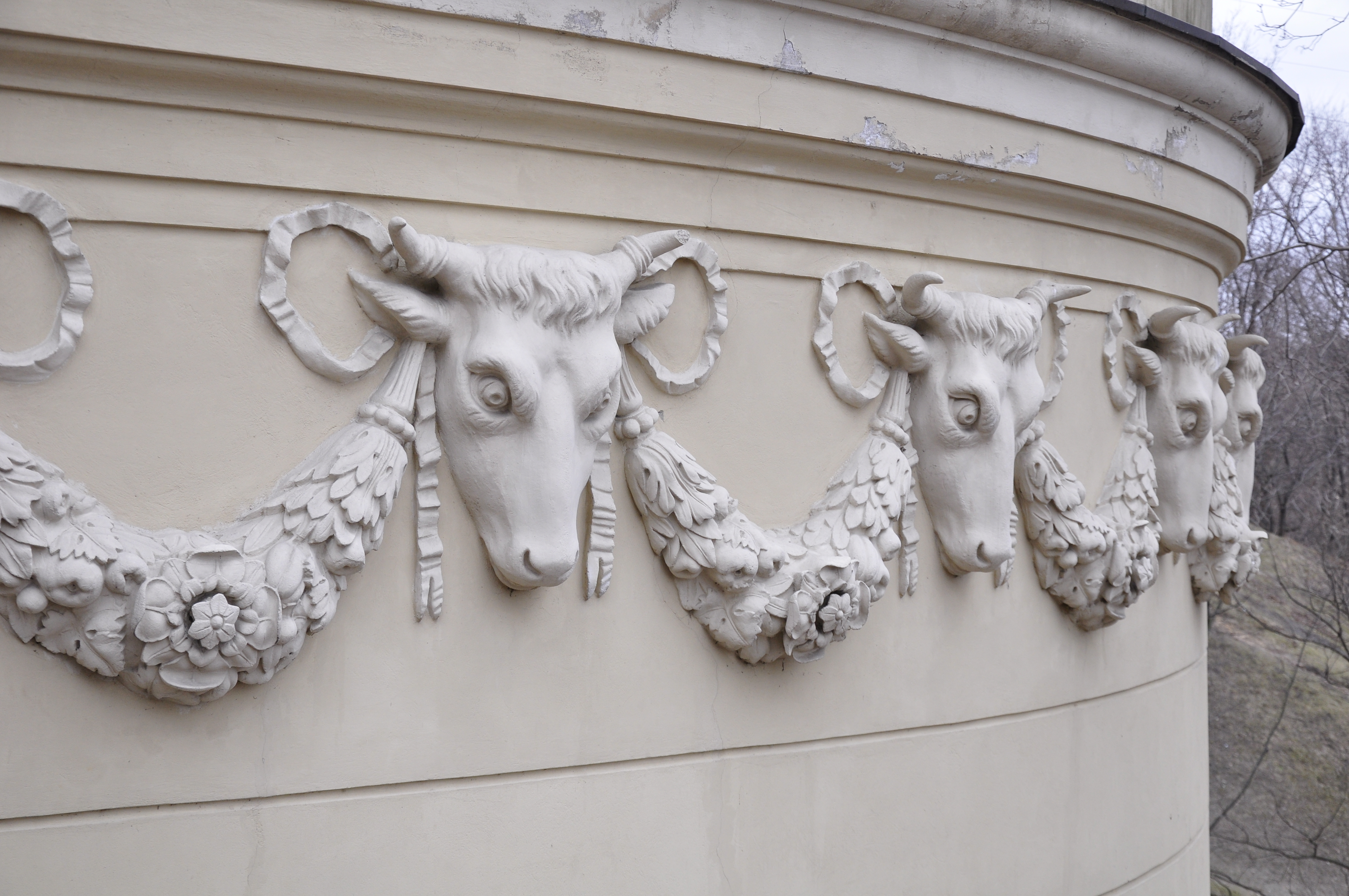
Фестони та букранії в Польщі